# Бетагістин
Бетагістин (англ. Betahistine, лат. Betahistinum)— лікарський засіб, що є синтетичним аналогом гістаміну. Бетагістин застосовується перорально. Бетагістин уперше синтезований у 1941 році, уперше розпочав застосовуватися у клінічній практиці в 1968 році в Канаді, а в Європі з 1970 року.

## Фармакологічні властивості
Бетагістин — синтетичний препарат, що є синтетичним аналогом гістаміну та належить до групи антигістамінних препаратів, які застосовуються при вестибулярних порушеннях. Механізм дії препарату точно не встановлений, найімовірнішим механізмом дії бетагістину є блокування Н3-рецепторів гістаміну, які розміщені в нервовій системі, а також частково стимулює Н-1-гістамінові рецептори. Це посилює обмін та вивільнення гістаміну в нервовій системі, призводить до посилення кровотоку в кохлеарній зоні, покращення мікроциркуляції та стабілізує проникність капілярів у внутрішньому вусі, а також нормалізує тиск ендолімфи у внутрішньому вусі. Унаслідок застосування препарату послаблюються симптоми вестибулярного запаморочення, у тому числі при хворобі Меньєра та вестибулярному нейроніті, а також при мігреньасоційованому запамороченні, причому при застосуванні препарату спостерігалась незначна частота побічних ефектів. Проте згідно даних досліджень у рамках Кокранівської співпраці відзначено, що хоча й бетагістин знижує вираженість симптомів при запамороченні, проте якість доказів цього факту в дослідженнях виявилась низькою. Також у дослідженнях не наведено переконливих доказів зменшення вираженості симптомів тинітусу при застосуванні бетагістину.

### Фармакокінетика
Бетагістин при прийомі всередину швидко всмоктується та розподіляється в організмі, біодоступність препарату при пероральному прийомі складає майже 100 %. Максимальна концентрація бетагістину в крові досягається протягом 1 годин. Препарат погано (на 5 %) зв'язується з білками плазми крові. Бетагістин швидко метаболізується в печінці до свого основного неактивного метаболіту 2-піридилоцтової кислоти. Виводиться препарат з організму з сечею у вигляді метаболітів. Період напіввиведення препарату становить 3—4 години.

## Покази до застосування
Бетагістин застосовується при хворобі Меньєра; а також при інших хворобах та синдромах, які супроводжуються запамороченням, зниженням слуху, нудотою і блюванням, а також шумом у вухах; у комплексній терапії церебрального атеросклерозу та наслідків черепно-мозкової травми.

## Побічна дія
При застосуванні бетагістину нечасто спостерігаються наступні побічні ефекти:
- Алергічні реакції та з боку шкірних покривів — висипання на шкірі, свербіж шкіри, кропив'янка, набряк Квінке, вкрай рідко анафілактичний шок.
- З боку травної системи — нудота, блювання, метеоризм, біль у животі, диспепсія.
- З боку нервової системи — головний біль.

## Протипоказання
Бетагістин протипоказаний при підвищеній чутливості до препарату, феохромоцитомі, бронхіальній астмі, загостренні виразкової хвороби, І триместрі вагітності, годуванні грудьми, з обережністю препарат застосовується у ІІ та ІІІ триместрі вагітності, та в дитячому віці.

## Форми випуску
Бетагістин випускається у вигляді таблеток і желатинових капсул по 0,008; 0,016 і 0,024 г; розчину для перорального застосування по 8 мг/мл у флаконах по 60 мл; а також у комбінації з пірацетамом.